# Cortes d'Aragon
XIe législature
Palais de l'Aljaferia
Les Cortes d'Aragon (en espagnol : Cortes de Aragón), ou simplement le Parlement d'Aragon, sont l'assemblée législative de la communauté autonome d'Aragon, en Espagne. Assemblée composée de députés élus au suffrage universel direct, elles sont la représentation du peuple aragonais. Elles sont composées de 67 députés, élus au suffrage universel par les citoyens aragonais. Elles siègent au palais de l'Aljaferia à Saragosse.
Les Cortes d'Aragon sont riches d'une longue histoire, qui plonge ses racines dans l'histoire médiévale de l'Aragon et trouvent leur source dans les anciennes Cortes du royaume d'Aragon, qui représentaient les intérêts de la population aragonaise auprès du roi et de la Couronne d'Aragon. Depuis 1983, les Cortes d'Aragon forment, avec la députation générale d'Aragon – ou « gouvernement aragonais » – et le justicier d'Aragon, le fondement de l'autonomie de la communauté aragonaise.
Les pouvoirs des Cortes d'Aragon sont définis par la Constitution et le statut d'autonomie. Leurs principales attributions sont de :
- représenter le peuple aragonais ;
- exercer le pouvoir législatif et approuver le budget de la communauté autonome d'Aragon ;
- contrôler l'action du président d'Aragon et de son gouvernement ;
- contrôler l'action des principales institutions de la communauté autonome d'Aragon.

## Emplacement

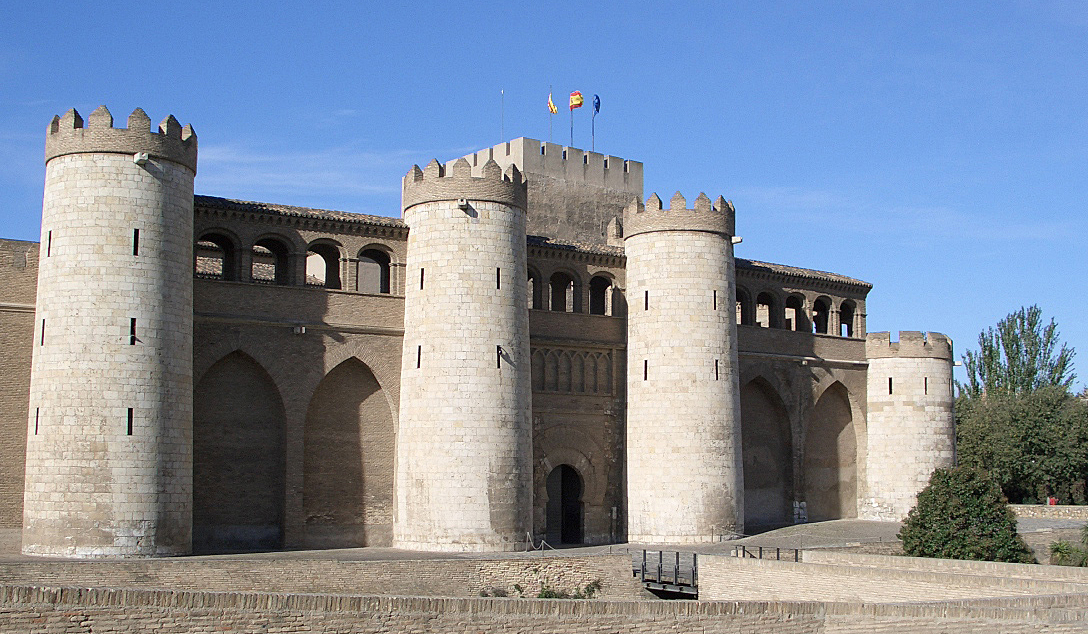
Façade du siège des Cortes d'Aragon.

Le siège des Cortes d'Aragon est officiellement fixé, par le statut d'autonomie, au palais de l'Aljaferia, à Saragosse.
Ce palais fut la résidence des rois Banu Hud (arabe : بنو هود), une dynastie arabe du taïfa de Saragosse entre 1039 et 1110, puis celle des rois catholiques d'Aragon, avant d'être affectée aux services de l'Inquisition. Il est, avec son décor de stucs peints, le reflet de la splendeur atteinte par le royaume-taïfa de Saragosse. Les aménagements et agrandissements continus, du XIIe siècle au XIVe siècle, furent le principal foyer de rayonnement et d'inspiration de  l'art mudéjar aragonais. Son importance réside en ce qu'elle est l'unique témoignage conservé d'un grand édifice de l'architecture islamique en Espagne à l'époque des taïfas. Avec la mosquée de Cordoue (Xe siècle) et le chant du cygne de la culture islamique que fut l'Alhambra de Grenade (XIVe siècle), nous devons inclure dans la triade de l'architecture hispano-musulmane l'Aljaferia de Saragosse comme parfait exemple de réalisation de l'art taïfa (es) de la période intermédiaire des royaumes indépendants antérieurs à l'avènement des almoravides.
De structure quadrangulaire, l'enceinte est composée de grosses tours semi-circulaires, à l'exception de l'une d'entre elles, rectangulaire, nommée « tour du Troubadour » (Torreón del Trovador). L'édifice a subi plusieurs agrandissements à la fin XVe siècle, sous la direction de l'architecte mudejar Faraig de Gali. Sous le règne de Philippe II d'Espagne, le palais fut transformé en fort militaire moderne par le siennois Tiburcio Spanochi.

## Système électoral

### Élections des députés
Les Cortes d'Aragon sont composées de 67 députés, élus au suffrage universel pour quatre ans. Le scrutin est plurinominal et proportionnel : les électeurs aragonais sont appelés à voter pour des listes présentées par des partis ou des coalitions politiques, dont la représentation aux Cortes est proportionnelle à leurs résultats électoraux. La méthode retenue pour l'attribution des sièges est la méthode d'Hondt.
Les partis ou les coalitions politiques présentent des listes de candidats distinctes dans chacune des trois circonscriptions provinciales de la communauté autonome aragonaise : Huesca (18 députes), Saragosse (35 députés) et Téruel (14 députés). La répartition des sièges est en défaveur de la province de Saragosse, qui représente 72,6 % de la population de la région, mais seulement 52,2 % des députés. Les autres provinces sont par conséquent surreprésentées, notamment la province de Téruel, qui avec seulement 10,5 % de la population élit 20,9 % des députés.
Les conditions essentielles pour se présenter aux élections sont de posséder la nationalité espagnole, de résider en Aragon et d’être âgé au minimum de 18 ans. De plus, les électeurs doivent être en pleine possession de leurs droits civils et politiques, comme l'établit la législation électorale espagnole. Les listes de candidats doivent également respecter des règles de parité entre les hommes et les femmes.

### Dissolution
Lorsque, après des élections, aucune majorité parlementaire ne se dégage aux Cortes, ne permettant pas l'élection du président d'Aragon et la constitution d'un gouvernement, les Cortes doivent se dissoudre. Il faut que, après deux mois à compter du premier vote d'investiture du président d'Aragon, aucun candidat n'ait obtenu la confiance des Cortes.
Le président d'Aragon peut également dissoudre les Cortes. Il doit obtenir le soutien préalable de son gouvernement. Il ne peut cependant pas le dissoudre à la suite d'une motion de censure votée par les députés contre son gouvernement ou si une dissolution a déjà été faite moins d'un an auparavant.
Dans tous les cas, la dissolution des Cortes entraîne la convocation de nouvelles élections, à une date fixée entre quarante et soixante jours suivant la publication du décret de dissolution au Journal officiel d'Aragon (Boletin Oficial de Aragón en espagnol).

### Composition

#### Élection du 24 mai 2015
- PP-Aragón : 21 députés.
- PSOE-Aragón : 18 députés.
- Podemos : 14 députés.
- Parti aragonais : 6 députés.
- Chunta Aragonesista : 2 députés.
- Izquierda Unida de Aragón : 1 député.

## Rôle
Les Cortes d'Aragon sont l'institution législative de la communauté autonome aragonaise. Ses pouvoirs sont fixés par la Constitution et par le statut d'autonomie. Ses principales attributions sont :
- le vote des lois dans les domaines de compétences de la communauté autonome aragonaise ;
- le vote du budget de la communauté autonome ;
- l'élection et le contrôle de l’action du gouvernement aragonais.

### Discussion et vote de la loi
Les Cortes d'Aragon votent les lois dans les domaines de compétences qui lui sont reconnus comme exclusifs par le statut d'autonomie aragonais et par la Constitution. Il peut également prendre des décisions dans les domaines de compétences qu'il partage avec l'État,.
Un texte de loi peut avoir pour origine le gouvernement aragonais, qui soumet un « projet de loi » (proyecto de ley en espagnol) aux Cortes. Sous certaines conditions de « nécessité urgente et extraordinaire », le gouvernement aragonais peut prendre des dispositions législatives, les décrets-lois (decretos-leyes en espagnol), mais ils doivent être approuvés par un débat, suivi d'un vote des Cortes, dans les 30 jours suivants, pour ne pas être annulés.
Un groupe parlementaire ou un groupe d'au moins cinq députés peut également présenter une « proposition de loi » (propuesta de ley en espagnol). Elle peut également être impulsée par une initiative législative populaire (Iniciativa legislativa popular en espagnol) ou une initiative d'un conseil comarcal ou municipal. Cependant, si le bureau des Cortes considère qu'une proposition de loi affecte les ressources de la communauté autonome, il doit demander au gouvernement son accord pour en poursuivre l'examen.
Les projets et les propositions de loi sont publiés au Bulletin officiel des Cortes d'Aragon (Boletin Oficial de las Cortes de Aragón en espagnol) et transmis à la commission parlementaire compétente. Celle-ci peut entendre des propositions de modifications et d'amendements apportées par des groupes parlementaires ou des députés, ainsi que le point de vue d'organisations ou de groupes sociaux concernés par le texte. La commission nomme ensuite un groupe de rapporteurs qui rédige un rapport, débattu ensuite en commission, afin de préparer un texte qui incorpore les diverses modifications qui ont été proposées.
C'est ce texte qui est finalement débattu et voté en session plénière des Cortes d'Aragon (Pleno de las Cortes de Aragón en espagnol). La loi est ensuite promulguée, au nom du roi, par le président d'Aragon et publiée au Journal officiel d'Aragon (Boletín Oficial de Aragón en espagnol) et au Bulletin officiel de l'État (Boletín Oficial del Estado en espagnol).

### Vote du budget de la communauté autonome
Le budget de la communauté autonome d'Aragon est établi par le gouvernement aragonais. Mais il appartient aux Cortes de l'examiner, de l'amender, de l'approuver ou de le repousser par une loi de finance (ley de presupuestos en espagnol),. De même, seules les Cortes ont la possibilité d'autoriser la communauté autonome à user de crédit. Les Cortes ne peuvent pas créer de nouveaux impôts, mais elles peuvent en modifier le mode de recouvrement par une loi fiscale (ley tributaria en espagnol).

### Contrôle de l'action du gouvernement aragonais
Les Cortes d'Aragon ont le pouvoir de créer et de destituer le gouvernement aragonais, de lui adresser des critiques et d'orienter sa politique.

#### Élection des membres du gouvernement
Les Cortes choisissent les membres du gouvernement aragonais à commencer par le président d'Aragon, chef du gouvernement et de l'exécutif aragonais,. Le président des Cortes, après s'être réuni avec le bureau des Cortes et avec les chefs de toutes les formations politiques représentées dans l'assemblée, présente les candidats à la fonction de président d'Aragon. Il revient aux députés, réunis en session plénière des Cortes, d'accorder l'investiture à un des candidats après que ceux-ci ont présenté leur programme de gouvernement. Un candidat doit obtenir la majorité absolue des votes au premier tour, ou la majorité simple au deuxième tour, pour être élu.

#### Motion de censure et question de confiance
Le président d'Aragon est responsable devant les Cortes d'Aragon. Les députés aragonais peuvent présenter une motion de censure (moción de censura en espagnol) contre le président d'Aragon et contre son gouvernement. La motion de censure doit être présentée par au moins un dixième des députés et recevoir le soutien de la majorité absolue des députés lors du vote.
À l'inverse, le président d'Aragon peut poser aux députés une question de confiance (cuestión de confianza en espagnol), dans laquelle il demande le soutien explicite des Cortes à son programme ou à une déclaration de politique générale. S'il n'obtient pas le soutien de la majorité simple des députés lors de cette question de confiance, le président d'Aragon doit démissionner.

### Réforme du statut d'autonomie
Les Cortes d'Aragon peuvent adopter une réforme du statut d'autonomie. L'initiative d'une réforme revient aux Cortes générales, aux Cortes d'Aragon, à la suite d'une proposition d'au moins un cinquième des députés, et au gouvernement aragonais. La proposition de réforme doit obtenir l'approbation des deux tiers des députés aragonais, l'accord des Cortes Generales par une loi organique, et celui de la majorité des citoyens aragonais, consultés par un référendum.

### Relations de la communauté autonome avec l'État espagnol
Les Cortes d'Aragon, organe législatif de la communauté autonome d'Aragon, sont chargées d'un certain nombre d'attributions dans les rapports qu'elle entretient avec les institutions de l'État espagnol.
Les deux sénateurs d'Aragon sont élus par les Cortes d'Aragon. Ils représentent les intérêts de la communauté autonome d'Aragon au Sénat. Ils ont l'obligation de se présenter devant les Cortes pour rendre compte de leur activité.
Les Cortes élisent également ceux de ses membres qui sont chargés de défendre les propositions de loi aragonaises qui doivent être soumises au Congrès des députés.

### Autres prérogatives
Les Cortes d'Aragon peuvent constituer des commissions d'enquête afin d'être informées de toute affaire qui touche les intérêts de la communauté autonome d'Aragon. Les personnes convoquées par une commission d'enquête parlementaire ont l'obligation de comparaître devant celle-ci.
Les Cortes surveillent l'action des organismes qui dépendent de la communauté autonome aragonaise. Ainsi, elles en élisent généralement les membres :
- le Défenseur du peuple aragonais ou Justicier d'Aragon (Justicia de Aragón en espagnol) est élu à la majorité des trois cinquièmes des députés des Cortes[SA 25]. Il est également responsable de son action devant elles[SA 26] ;
- la Chambre des comptes d'Aragon (Cámara de Cuentas de Aragón en espagnol) dépend directement des Cortes et exerce ses fonctions par délégation de celles-ci[SA 27]. Les membres de la Chambre des comptes sont choisis par les Cortes, à la majorité des trois cinquièmes des députés[SA 27].

Enfin, les Cortes d'Aragon ont tout pouvoir pour régler l'organisation territoriale de en Aragon. Elles organisent, en accord avec la législation nationale, le partage des responsabilités administratives entre les différentes circonscriptions territoriales – municipalités, comarques et provinces. Elles décident plus particulièrement de la création, de la modification et de la suppression des comarques aragonaises et des pouvoirs qui leur sont attribuées.

## Travail des députés
Les députés représentent ensemble le peuple d'Aragon,. Leurs droits, leurs devoirs et l'organisation de leur activité sont encadrés par la Constitution, le statut d'autonomie et le règlement intérieur des Cortes. Celui-ci est élaboré par les députés et doit être approuvé en session plénière des Cortes (Pleno de las Cortes en espagnol) à la majorité absolue.

### Droits, garanties et devoirs
Les députés ont l'obligation d'être présents lors des débats et des votes lors des sessions plénières. Ils ont le droit d'assister aux autres sessions parlementaires – ordinaires et extraordinaires – et de participer aux débats et aux votes lors de ces sessions. Ils peuvent présenter des amendements à toutes les textes de loi – projets et propositions de loi – qui sont soumis au vote des Cortes. Ils doivent enfin ainsi assister aux réunions des commissions parlementaires dont ils sont membres.
Les députés bénéficient de l'immunité parlementaire, qui repose sur l'inviolabilité et l'irresponsabilité des députés. L’irresponsabilité soustrait les parlementaires à toute poursuite judiciaire pour les actes liés à l’exercice de leur mandat et dans les domaines qui touchent à leur fonction de député, dans leurs actes au Parlement comme dans l'expression publique de leurs opinions. L’inviolabilité permet aux députés d'éviter que l’exercice de leur mandat parlementaire ne soit entravé par des actions pénales visant des actes accomplis par les députés en tant que simples citoyens, pour des actes étrangers à leur fonction. Ils ne peuvent ainsi pas être arrêtés ou emprisonnés, sauf en cas de flagrant délit. Ils ne peuvent être jugés que par le Tribunal supérieur de justice d'Aragon (Tribunal Superior de Justicia de Aragón en espagnol), lorsque l'affaire concerne l'Aragon, ou par la chambre pénale du Tribunal suprême (Sala de lo Penal del Tribunal Supremo en espagnol), lorsque l'affaire dépasse les limites de la communauté autonome.
Les députés doivent en revanche faire la déclaration de leurs biens et des activités qu'ils exercent en dehors de leurs activités parlementaires, et s'abstenir de profiter de leur situation de député pour le bénéfice d'activités commerciales ou professionnelles privées.

### Organisation des sessions et des séances
Les périodes des débats sont appelées sessions parlementaires. On distingue :
- les deux sessions ordinaires, de septembre à décembre, et de février à juin[SA 34]. Durant ces deux périodes, les Cortes se réunissent ordinairement du lundi au vendredi ;
- les sessions extraordinaires : en dehors des deux sessions ordinaires, les Cortes peuvent être convoquées en session extraordinaire par le président des Cortes, à la demande du gouvernement aragonais, de la députation permanente, ou encore à la demande d'un cinquième des députés[SA 35].

L'ordre du jour comprend les sujets qui sont abordés par les membres des Cortes en session plénière. Il est fixé par le président des Cortes, en accord avec le Conseil des porte-parole (Junta de Portavoces en espagnol).

## Organisation

### Bureau
Le bureau a pour principales fonctions l'organisation du travail parlementaire, l'interprétation du règlement intérieur des Cortes et la direction de ses services. Il est constitué du président des Cortes d'Aragon, assisté de deux vice-présidents et de deux secrétaires.
Le bureau est mis en place après l'élection de ses membres, qui a lieu lors de la séance d’ouverture de la législature. Un « bureau d’âge » (Mesa de Edad en espagnol) est constitué afin de diriger les Cortes lors de cette séance. Le président en est le doyen d’âge des députés, assisté des deux députés les plus jeunes, qui remplissent les fonctions de secrétaires.

#### Président des Cortes
Le président des Cortes d'Aragon (Presidente de las Cortes de Aragón en espagnol) représente les Cortes. Il a un rôle de direction des discussions et des débats, et d’organisation des travaux parlementaires. En accord avec le règlement des Cortes, il veille au maintien de l'ordre. En cas d'absence ou d'empêchement, il est remplacé par un de ses deux vice-présidents.
Pour être élu, le député candidat doit obtenir la majorité absolue au premier tour. Si aucun candidat n'obtient la majorité absolue au premier tour, un deuxième tour est organisé entre les deux candidats qui ont obtenu les meilleurs résultats. En cas d'égalité après le deuxième tour, l'élection peut se répéter quatre fois. Si aucun candidat n'a pu être départagé après ces quatre derniers tours, c'est le candidat du groupe parlementaire le plus important qui est élu.

#### Vice-présidents
Les deux vice-présidents des Cortes d'Aragon (vicepresidente primero et vicepresidente segundo en espagnol) ont essentiellement pour fonction de remplacer le président des Cortes si celui-ci est empêché, avec un ordre successif de remplacement allant du premier au second vice-président.

#### Secrétaires
Les deux secrétaires (secretaria primero et segundo en espagnol) supervisent les actes des sessions plénières des Cortes, du bureau et du conseil des porte-parole (Junta de Portavoces en espagnol). Ils assistent également le président en séance publique, constatent les votes tout en vérifiant leur validité et celle des délégations de vote, et les résultats des scrutins qui sont ensuite proclamés par le président.

### Commissions parlementaires
Les projets et les propositions de loi sont examinés, avant tout examen en séance plénière, par une commission parlementaire.
Chaque député appartient à l'une des commissions parlementaires. Chaque groupe parlementaire a le droit de faire partie de chacune des commissions, où il est représenté proportionnellement à sa représentation au sein des Cortes. Dans le cas où un groupe parlementaire ne peut pas être représenté dans un groupe parlementaire proportionnellement à son importance au sein des Cortes, les votes sont pondérés afin de corriger cette inégalité.
On distingue les commissions législatives et spécifiques. Les premières ont pour objet la rédaction des lois avant qu'elles soient approuvées en session plénière. Les secondes traitent d'un problème concret, comme les commissions d'études, de recherche et de suivi.

### Groupes parlementaires
Les députés peuvent se regrouper pour constituer des groupes parlementaires. Chaque député ne peut appartenir qu'à un seul groupe parlementaire. Il faut un minimum de trois députés pour former un groupe parlementaire. Les députés qui ne font partie d'aucun de ces groupes parlementaires forment ensemble le groupe mixte (grupo mixto en espagnol).
Chaque groupe parlementaire peut désigner un porte-parole, qui assume le rôle de chef de groupe parlementaire. Le Conseil des porte-parole (Junta de Portavoces en espagnol), qui rassemble les porte-parole de tous les groupes parlementaires de l'assemblée, est sous le contrôle du bureau des Cortes. Il décide avec lui des zones de l'hémicycle où siègent les députés, l'organisation des sessions parlementaires, le fonctionnement des commissions.

### Députation permanente
La députation permanente (Diputación Permanente en espagnol), présidée par le président des Cortes, est formée des membres du bureau des Cortes et de 18 autres députés. Tous les groupes parlementaires ont le droit d'y avoir au moins un membre et leur nombre est proportionnel à leur représentation aux Cortes. Les décisions se prennent à la majorité de ses membres.
La députation permanente a pour rôle d'assurer le fonctionnement des Cortes entre les sessions parlementaires, à la fin d'une législature ou après une dissolution du Parlement. Elle peut également convoquer une session extraordinaire des Cortes,.